# بوهدان سلوکا
بوهدان سلوکا (انگلیسی: Bohdan Sluka؛ زادهٔ ۱۲ سپتامبر ۱۹۸۸) بازیکن فوتبال اهل اوکراین است.